# بولنت ارسوي
بولنت ارسوي(بالتركية: Bülent Ersoy) مطربة وممثلة تركية ولدت في إسطنبول 9 يونيو 1952، اسمها الحقيقي بولنت إيركوتش وهو اسم مذكر، حيث قامت بعملية تحول جنسي في لندن سنة 1981، اشتهرت بصوتها القوي وأغانيها الطربية، وتلقب ب«أبلة».

## طفولتها ونشأتها
ولدت في إسطنبول 9 يونيو 1952، بدأت في وقت مبكر من حياتها بأخذ دروس الفن والموسيقى، درست في معهد إسطنبول للموسيقى كما تلقت الدروس الخصوصية على أيدي فنانين أتراك، وبدأت تقوم ببعض الحفلات في النوادي الليلية وكانت تلاقي رواجا مع العلم أنها في تلك الفترة كانت لا تزال ذكرا.
وكان أول ظهور لها عام 1970 حيث كانت أول فرصة للظهور على الساحة الفنية في تركيا، كذلك فرصة كبيرة لتطوير تجربتها الموسيقية وذلك في مدينة أسكودار أثناء حفلة موسيقية، وبعد ذلك فازت في المركز الأول في المسابقة التي يقدمها مكتب الحفلات السمعية والتي تنظمها (أحفاد فكرت)، وحصلت على جائزة 1000 ليرة تركية.

## المرحلة الأولى في عالم الشهرة
في عام 1971 ظهرت بولنت ارسوي على أنه مغني كلاسيكي وسجل بعض الأغاني، إلا أن شهرته الحقيقية كانت سنة 1974 حيث سجل أول ألبوم وقد حقق مبيعات قياسية تحت اسم "Ah Tut-i Mucize Guyem".
دخل بولنت ارسوي عالم التمثيل عام 1976 في فيلم "Sıralardaki Heyecan" وكان شهرته تزيد مع كل عمل فني، ليعود ويمثل في فيلم "Ölmeyen Şarkı"، وفي الفترة بين عامي 1977-1979 قام بغناء العديد من الأغاني الشعبية والكلاسيكية التركية على التلفزيون التركي مؤسسة الإذاعة والتلفزيون التركية، حيث مكنته حنجرته القوية من غناء العديد من الأنواع الموسيقية كالتانجو، الموسيقى الأناضولية، الغناء الأوبرا، الروك والأغاني التركية الشعبية.

## التحول الجنسي
في أغسطس 1980 أثناء حفل غنائي في مدينة ازمير أعلن للناس بأنه مثلي الجنس ليقوم مدعي عام ازمير برفع قضية على بولنت، حيث كانت المثلية الجنسية ممنوعة في تركيا أثناء حكم الرئيس فخري ثابت قوروترك ليتم اعتقال بولنت ارسوي في سبتمبر 1980 من منزله واحتجز في سجن بوكا لعدة أسابيع.
قرر بولنت ارسوي أن يصبح أنثى بإجرائه لعملية جراحية في لندن في 14 أبريل 1981، واستمر الحظر على المثلية الجنسية أثناء حكم الرئيس الجديد لتركيا كنعان أورن، وبسبب الضغوطات على المتحولين جنسيا في تركيا، قررت بولنت ارسوي الإقامة في ألمانيا، ثم قدمت التماساً لدى المحاكم التركية للاعتراف بها كامرأة. وتم رفض الالتماس في يناير 1982 ، وبعد أيام حاولت الانتحار.
واستمر الحظر حتى عام 1988 ليتم تعديل القانون المدني التركي والسماح للأتراك بتعديل الجنس، لتعود بعدها بولنت إلى تركيا، أدت هذه الأحداث إلى زيادة شهرة بولنت في تركيا والعالم حيث غنت في مسارح عالمية مختلفة.

## الشهرة العالمية
أول المسارح العالمية التي غنت بها بولنت هو مسرح البلاديوم في لندن سنة 1980، وفي عام 1983 في مسرح ماديسون سكوير جاردن في نيويورك وكانت بولنت ارسوي أول فنانة تركية تغني عليه، وفي 30 مارس 1997 غنت على مسرح أوليمبيا في باريس.

## الجوائز
إنتاج أكثر من 35 ألبوم لبولنت جعلها تحفر اسمها في تاريخ الفن التركي، وقد تلقت العديد من الجوائز الموسيقية في مشوارها الفني، وأهمها الجائزة الدولية مونتو ميريد في عام 1977، وجائزة الصوت المثالي مئة بالمئة من اليابان سنة 1997.

## أفلامها
- 1976: Sıralardaki Heyecan
- 1977: Ölmeyen Şarkı
- 1978: İşte Bizim Hikayemiz (هذا هي حكايتنا)
- 1980: Beddua (لعنة)
- 1981: Yüz Karası
- 1984: Acı Ekmek (خبز مر)
- 1984: Asrın Kadını
- 1985: Tövbekar Kadı
- 1986: Efkarlıyım Abile
- 1988: Biz Ayrılamayız
- 1989: Anılar (ذكريات)
- 1989: İstiyorum (أريد)

## روابط خارجية
- بولنت ارسوي على موقع IMDb (الإنجليزية)
- بولنت ارسوي على موقع روتن توميتوز (الإنجليزية)
- بولنت ارسوي على موقع ميوزك برينز (الإنجليزية)
- بولنت ارسوي على موقع ديسكوغز (الإنجليزية)
- بولنت ارسوي على موقع قاعدة بيانات الفيلم (الإنجليزية)
- بولنت ارسوي على موقع كينوبويسك (الروسية)